# Rumburak lateripunctatus
Espèce
Rumburak lateripunctatus est une espèce d'araignées aranéomorphes de la famille des Salticidae.

## Distribution
Cette espèce est endémique d'Afrique du Sud.

## Publication originale
- Wesolowska, Azarkina & Russell-Smith, 2014 : Euophryine jumping spiders of the Afrotropical Region—new taxa and a checklist (Araneae: Salticidae: Euophryinae). Zootaxa, no 3789(1), p. 1-72.